# Ermengol VII di Urgell
Ermengol, o Armengol o Ermengardo detto el de Valencia (poiché morì nei pressi di Valencia) (1120/30 – Requena, 11 agosto 1184), è stato conte di Urgell dal 1154 alla sua morte.

## Origine
Come ci conferma la Historia de los condes de Urgel, Tomo I, fu il figlio primogenito del conte di Urgell, Ermengol VI il Castigliano e della moglie, Arsenda de Cabrera ( † prima del 1135), figlia del signore di Cabrera e visconte di Gerona, Guerau II de Cabrera e della sua prima moglie, Stefania (documento n°XXVIII a pag 151 del Carturario di Roda).
Ermengol VI il Castigliano, come ci conferma al capitolo LII la Historia de los condes de Urgel, Tomo I, fu il figlio primogenito del conte di Urgell, Ermengol V di Mayeruca e (facendo riferimento al nonno, Pedro Ansúrez) della moglie, Maria Perez ( † dopo il 1129), figlia del conte di Liébana, Saldaña e Carrión e primo signore di Valladolid, Pedro Ansúrez e della sua seconda moglie, Doña Eylo Alfonso (?-ca.1113) figlia del conte Alfonso Muñoz, e di Aldonza González. Maria, sempre secondo la Historia de los condes de Urgel, Tomo I, portò in dote la signoria di Valladolid.

## Biografia
Ermengol compare citato nel documento n° 88 del Diplomatari de Santa Maria de Poblet I: 960–1177., datato 23 febbraio 1139, in cui suo padre, il conte, Ermengol VI, e la moglie (la matrigna di Ermengol VII), Elvira Rodriguez, fecero due donazioni al Monastero di Santa Maria di Poblet.
Dopo che suo padre, Ermengol VI, secondo il Chronicon alterum Rivipullense, Apendice al Viage Literario a las Iglesias de Espana, Tome V, morì in Castiglia, nel 1154, confermato dal Excerpta ex martyrologio Celsonensi, Apendice al Viage Literario a las Iglesias de Espana, TomeIX, che specifica il giorno: 28 giugno, ereditò il titolo di conte di Urgell, divenendo Ermengol VII.
Nel documento n° 608 del volume V delle Preuves de l'Histoire Générale de Languedoc, datato 27 gennaio 1156, Ermengol viene citato col titolo di conte di Urgell.
Nel 1157 o prima, Ermengol, secondo le Ex Gesta Comitum Barcinonensium, sposò Dolce ( † tra il 15 febbraio ed il 25 dicembre 1135), la figlia del conte di Foix, Ruggero III e della moglie, Jimena di Barcellona, figlia del conte di Barcellona Ramon Berenguer III e di Maria Díaz de Vivar (ca. 1081-1105), seconda figlia del Cid Campeador) e della cugina del re di León e Castiglia, Alfonso VI, doña Jimena, figlia del conte di Oviedo e delle Asturie Diego Fernández e della contessa Cristina Fernández (secondo alcuni storici Jimena di Barcellona era la figlia diRamon Berenguer III e di Almodis de Mortain ( † tra il 23 novembre 1111 ed il 3 febbraio 1112, data del matrimonio con Dolce I di Provenza), di cui non si conoscono gli ascendenti; infatti il documento n° 201 del Diplomatari de Santa Maria de Poblet I: 960–1177., datato 26 settembre 1157, inerente a una donazione al Monastero di Santa Maria di Poblet, cita il conte, Ermengol VII, e la moglie Dolce, che quindi a quella data risultavano già sposati.
Vi è poi il documento n° 377 del Diplomatari de Santa Maria de Poblet I: 960–1177., datato 26 giugno 1170, inerente a un'altra donazione sempre al Monastero di Santa Maria di Poblet, fatta da Ermengol VII, la moglie Dolce ed il loro primogenito, anche lui di nome Ermengol.
Dopo la morte del re di León e Castiglia Alfonso VII l'Imperatore, Ermengol VII passò al servizio del figlio secondogenito di Alfonso, Ferdinando II, che aveva ereditato il León, mentre il regno di Castiglia era toccato in eredità al fratello primogenito, Sancho III, Ermengol VII rimase al servizio di Ferdinando II, seguendolo nelle sue guerre sia contro la Castiglia sia contro al-Andalus. Fu al fianco di Ferdinando II contro gli Almohadi, nel 1166, nella conquista delle città di Alcántara e di Alburquerque.
Tra il 1167 al 1184, Ermengol VII fu il maggiordomo del re di León, Ferdinando II, per circa undici anni, in tre diversi periodi.
Il 18 giugno 1177, Ermengol VII, redasse un testamento, controfirmato anche dalla moglie Dolce e dal figlio primogenito, Ermengol, in cui stabilì di lasciare la contea di Urgell al figlio primogenito, Ermengol, disponendo altresì altri lasciti alla moglie, alle due figlie, ai fratelli, alle sorelle ed ai nipoti.
Secondo il Chronicon alterum Rivipullense, Apendice al Viage Literario a las Iglesias de Espana, Tome V, Ermengol VII, morì assieme al fratellastro, Galceran de Sales, nel 1184, mentre la Excerpta ex martyrologio Celsonensi, Apendice al Viage Literario a las Iglesias de Espana, TomeIX, specifica che fu assassinato da malviventi (a malis hominibus) il giorno: 11 agosto.
Anche le Ex Gesta Comitum Barcinonensium, riporta la morte del conte di Urgell, ponendola nel 1183, e confermando che ucciso nei pressi di Valencia, assieme al fratello, precisando ad opera di cristiani.
Infine anche l'Historia de los condes de Urgel, Tomo I, ricorda la morte del conte, nel 1184, avvenuta a Requena, nei pressi del regno musulmano di Valencia, dove Ermengol VII ed il fratellastro si erano recati a combattere, col loro esercito, attribuendola ad alcune bande armate che si erano là aggregate, oppure secondo un'altra versione in seguito ad una disputa con alcuni signorotti locali, ma sempre ad opera di cristiani.
Ermengol VII fu tumulato nel monastero di Bellpuig de las Avellanas a (Os de Balaguer). Gli successe il figlio primogenito, Ermengol.

## Discendenza
Ermengol da Dolce ebbe tre figli:
- Ermengol[10] (1158- 16 ottobre 1209) conte di Urgell[10];
- Marchesa[20] ( † dopo il 16 ottobre 1209), ricordata nel testamenti, sia dal padre[15] che dal fratello Ermengol VIII[21] e che sposò Ponce di Cabrera ( † 1199), visconte di Cabrera[20]
- Miraglia[20] ( † dopo il 16 ottobre 1209), ricordata nel testamenti, sia dal padre[15] che dal fratello Ermengol VIII[21] e che sposò, Gonzalo Fernández, Conte di Traba o Trava[22], signore di Trastámara ( † 1208/9)[6].

### Fonti primarie
- (LA) Rerum Gallicarum et Francicarum Scriptores, tomus XII.
- (LA) Viage Literario a las Iglesias de Espana, Tome V (archiviato dall'url originale il 10 gennaio 2014).
- (LA) Viage Literario a las Iglesias de Espana, Tome IX (archiviato dall'url originale il 22 febbraio 2014).
- (LA) Preuves de l'Histoire Générale de Languedoc, tome V.

### Letteratura storiografica
- Rafael Altamira, La Spagna (1031-1248), in «Storia del mondo medievale», vol. V, 1999, pp. 865–896
- (ES) Historia de los condes de Urgel, Tomo I.